# Danny La Rue
Danny La Rue, OBE (nacido Daniel Patrick Carroll, 26 de julio de 1927 - 31 de mayo de 2009) fue un cantante y animador británico nacido en Irlanda, conocido por su personalidad drag en escena. Actuó en drag y también como él mismo en producciones teatrales, programas de televisión y cine.

## Biografía
Nacido como Daniel Patrick Carroll en la ciudad de Cork, Irlanda, en 1927, La Rue era el menor de cinco hermanos. La familia se mudó a Inglaterra cuando él tenía seis años y se crio en Earnshaw Street en el barrio de Soho, en el centro de Londres. Cuando la casa de la familia fue destruida durante el Blitz, su madre, de oficio costurera, trasladó a sus hijos a Kennford, una aldea de Devon donde el joven Daniel desarrolló un interés en el teatro. "No había suficientes chicas, así que elegí los papeles... Mi Julieta fue muy convincente”, recuerda La Rue.
De joven sirvió en la Marina Real Británica siguiendo los pasos de su padre, y durante un tiempo trabajó entregando abarrotes. Se dio a conocer travesti y drag queen, o "cómico con vestido", como prefería que lo llamaran, en el Reino Unido y apareció en producciones teatrales, cine, televisión y discos.

### Carrera profesional
Entre las personificaciones de celebridades que solía hacer se encuentran Elizabeth Taylor, Zsa Zsa Gabor, Judy Garland, Margot Fonteyn, Marlene Dietrich y Margaret Thatcher. En un momento tuvo su propio club nocturno en Hanover Square y también actuó en el West End de Londres. Durante la década de 1960, estaba entre los artistas mejor pagados de Gran Bretaña. En la década de 1970, era dueño de Swan, una famosa posada en Streatley en el río Támesis .
En 1982 interpretó a Dolly Levi en el musical Hello, Dolly! . También tiene la distinción de ser el único hombre que asumió el papel de una mujer en el teatro del West End cuando reemplazó a Avis Bunnage en Oh, What a Lovely War! y fue hasta su muerte un actor habitual en espectáculos tradicionales de pantomima navideña en Gran Bretaña.
En 1968, su versión de "On Mother Kelly's Doorstep" alcanzó el puesto 33 en la lista de sencillos del Reino Unido; más tarde, La Rue adoptó la canción como su tema musical personal.
Tuvo un papel protagónico en la película Our Miss Fred en 1972, y también apareció en Every Day's a Holiday, The Frankie Howerd Show, Twiggs, Decidedly Dusty, Entertainment Express, Blackpool Bonanza y la obra del mes de la BBC en una producción de La tía de Carlos (1969). Hizo una aparición como él mismo en el show de Mr. Bean episodio " Mr. Bean en la Sala 426 " en 1993.
La última aparición pública importante de La Rue fue en Hello Danny, un espectáculo biográfico realizado en el "Benidorm Palace", que se inauguró el 11 de noviembre de 2007. El papel de La Rue joven fue interpretado por Jerry Lane, quien también cocreó y dirigió. La Rue apareció al comienzo del espectáculo y luego en una entrevista en el escenario en la segunda mitad. También interpretó varias canciones.

## Vida personal
La Rue solía presentar partes de su espectáculo con ropa de hombre y, a menudo, se veía sin caracterización femenina en la televisión. En su vida posterior fue más sincero sobre su vida privada, incluida su homosexualidad. La Rue vivió durante muchos años con su gerente y compañero de vida durante 37 años, Jack Hanson, hasta la muerte de Hanson en 1984. Ambos se conocieron después de la Segunda Guerra Mundial en 1947.
En 1970, La Rue compró The Swan Inn en Streatley en Berkshire. Más tarde, diversas circunstancias lo obligaron a venderlo.
En la década de 1970, La Rue gastó más de 1 millón de libras esterlinas en la compra y restauración de una casa de campo, Walton Hall, en Warwickshire, la cual convirtió en hotel, pero acabó cediéndolo en 1983 a un par de estafadores canadienses, ya que no podía administrarlo al mismo tiempo que su carrera. La promesa era que los canadienses aumentarían el capital del proyecto y mantendrían el nombre de La Rue. Esto finalmente condujo a una investigación policial en la que La Rue fue absuelto de cualquier sospecha, pero descubrió que había perdido el millón de su inversión. Los estafadores habían llevado a La Rue a la bancarrota, pero él insistió en seguir trabajando para pagar las deudas contraídas en lugar de jubilarse. 

## Enfermedad y muerte
La Rue sufrió un leve derrame cerebral en enero de 2006 mientras vacacionaba en España, como resultado, su último acto de pantomima y todas las actuaciones posteriores fueron canceladas. Llevaba muchos años sufriendo de cáncer de próstata, hecho que no se dio a conocer a sus aficionados. Tuvo varios derrames cerebrales más y desarrolló cáncer de garganta.
Murió poco antes de la medianoche del 31 de mayo de 2009 a la edad de 81 años. Su amiga y diseñadora de vestuario, Annie Galbraith, estaba con él (vivía en su casa en Tunbridge Wells) cuando murió. La Rue fue enterrado junto a  su compañero, Jack Hanson, en el cementerio católico de St Mary, Kensal Green, al oeste de Londres.

## Reconocimientos
Fue nombrado Caballero de la Orden del Imperio Británico,  OBE, en la Lista de Honores del Cumpleaños de la Reina de 2002. La Rue declaró más tarde en una entrevista que este fue "el día más orgulloso de su vida". Otros reconocimientos incluyeron apariciones en Royal Variety Performance en 1969, 1972 y 1978, Variety Club de Gran Bretaña, Personalidad del mundo del espectáculo del año (1969), Personalidad teatral del año (1970), Artista de la década (1979) y el Premio Brinsworth de la EABF por su destacada contribución a la profesión del entretenimiento y la comunidad.  En 1987, fue el Rey Rata de la organización benéfica del espectáculo Grand Order of Water Rats.
La Rue fue el tema de una edición extendida especialmente para él de This Is Your Life en 1984 cuando fue sorprendido por Eamonn Andrews en el telón de fondo de Hello, Dolly! en el Prince of Wales Theatre de Londres.
También ha sido descrito como "la gran dama del drag".

## Filmografía seleccionada
- Nuestra señorita Fred (1972)
- Ven a espiar conmigo (película de televisión) (1977)
- Los buenos viejos tiempos (Nochebuena, 1983)
- Episodio de Mr. Bean , "Mr. Bean in Room 426 " (1993)